# Kalpana–1
Kalpana–1 (eredeti nevén MetSat–1) indiai meteorológiai műhold. Nevét Kalpana Chawláról, a Columbia-katasztrófában elhunyt első indiai–amerikai űrhajósnőről kapta.
Feladata meteorológiai adatok továbbítása a földi feldolgozó állomásokra.

## Jellemzői
Tervezte és építette az Indiai Űrkutatási Szervezetet (angolul: Indian Space Research Organisation, ISRO).
Eredeti neve MetSat–1 (Meteorological Satellite) volt. 2003. február 5-én, négy nappal a Columbia katasztrófája után nevezték át az elhunyt űrhajósnő tiszteletére.
2002. szeptember 12-én a Sriharikota rakétabázisról LC–11 (LC–Launch Complex) jelű indítóállványról egy PSLV-C4 hordozórakétával állították alacsony Föld körüli pályára (LEO = Low-Earth Orbit). Az orbitális pályája 1436,10 perces, 0,3 fokos hajlásszögű, geostacionárius pálya perigeuma 35 764 kilométer, az apogeuma 35 809 kilométer volt. Öt pályamódosítással emelték szolgálati magasságba.
Háromtengelyesen forgásstabilizált űreszköz. Felszálló tömege 1055, műszeres tömege 495 kilogramm. Az űreszközhöz napelemeket rögzítettek (550 W), éjszakai (földárnyék) energiaellátását kémiai akkumulátorok biztosították. Manőverezésre alkalmas műhold.
Radiométeres vizsgálat: VHRR (Very High Resolution Radiometer), folyamatos adattovábbítás az  automata földi meteorológiai állomásokra. Háromsávos képalkotás: a látható, a termikus infravörös, a vízgőz infravörös sávokban.